# Benzodiazepine

Struttura base delle benzodiazepine

Le benzodiazepine (spesso abbreviate BZD o BDZ) sono una classe di psicofarmaci la cui struttura chimica è composta dalla fusione di un anello benzenico e un anello diazepinico. La prima benzodiazepina, il clordiazepossido (Librium), è stata scoperta casualmente da Leo Sternbach nel 1955 e resa disponibile nel 1960 da Hoffmann-La Roche, che ha anche commercializzato il diazepam (Valium) dal 1963. A partire dagli anni Sessanta e Settanta del Novecento le benzodiazepine hanno incominciato a essere largamente prescritte clinicamente.
Le benzodiazepine aumentano l'effetto del neurotrasmettitore acido gamma-aminobutirrico (GABA) a livello del recettore GABA A, accrescendo quindi le sue proprietà sedative, ipnotiche, ansiolitiche, anestetiche, anticonvulsivanti e miorilassanti. Alte dosi di benzodiazepine possono causare amnesia anterograda e dissociazione. Queste caratteristiche rendono oggi utili le benzodiazepine nei trattamenti di breve durata per stati gravi di ansia, insonnia, agitazione, convulsioni, spasmi muscolari, astinenza da alcol e come premedicazione per indurre la sedazione nelle procedure mediche o dentistiche. Le benzodiazepine sono classificate a seconda della durata d'azione. Quelle ad azione breve e intermedia sono preferite per il trattamento dell'insonnia, quelle ad azione prolungata sono raccomandate per il trattamento dell'ansia.
Le benzodiazepine hanno sostituito in buona parte l'uso dei barbiturici, vista la loro minore quantità di effetti collaterali. Infatti esse sono solitamente sicure ed efficaci nei trattamenti a breve termine, anche se talvolta si può verificare un deterioramento cognitivo ed effetti comportamentali paradossali, come eccessiva aggressività o disinibizione. Una minoranza di persone può incorrere in peggioramenti dell'agitazione o del panico. L'utilizzo a lungo termine è controverso a causa delle preoccupazioni circa gli effetti collaterali psicologici e fisici, la diminuzione dell'efficacia, l'elevata dipendenza fisica e l'astinenza. Per via degli effetti avversi associati con l'uso a lungo termine, in generale la sospensione dall'assunzione porta a un miglioramento della salute fisica e mentale. Gli anziani vedono un aumento del rischio di incorrere in effetti negativi sia di breve sia di lungo termine. Vi è una discussione in merito alla sicurezza delle benzodiazepine in gravidanza: mentre non sono stati riportati gravi casi di teratogenesi, vi è incertezza sul fatto che possano essere causa di palatoschisi e se comportino effetti neurocomportamentali a seguito dell'assunzione prenatale, come sintomi di astinenza sul neonato.
Le benzodiazepine possono essere prese fino ad arrivare all'overdose (iperdosaggio) causando anche profondi casi di incoscienza o coma. Tuttavia esse sono molto meno tossiche dei barbiturici e raramente si può arrivare al decesso se non vi è stata l'assunzione anche di altre sostanze: infatti, quando combinate con altri depressivi del sistema nervoso centrale (SNC) come l'etanolo e gli oppiacei, il potenziale di tossicità e overdose fatale aumenta. Le benzodiazepine sono comunemente oggetto di abuso e assunte in associazione con altre sostanze d'abuso.

## Indicazioni

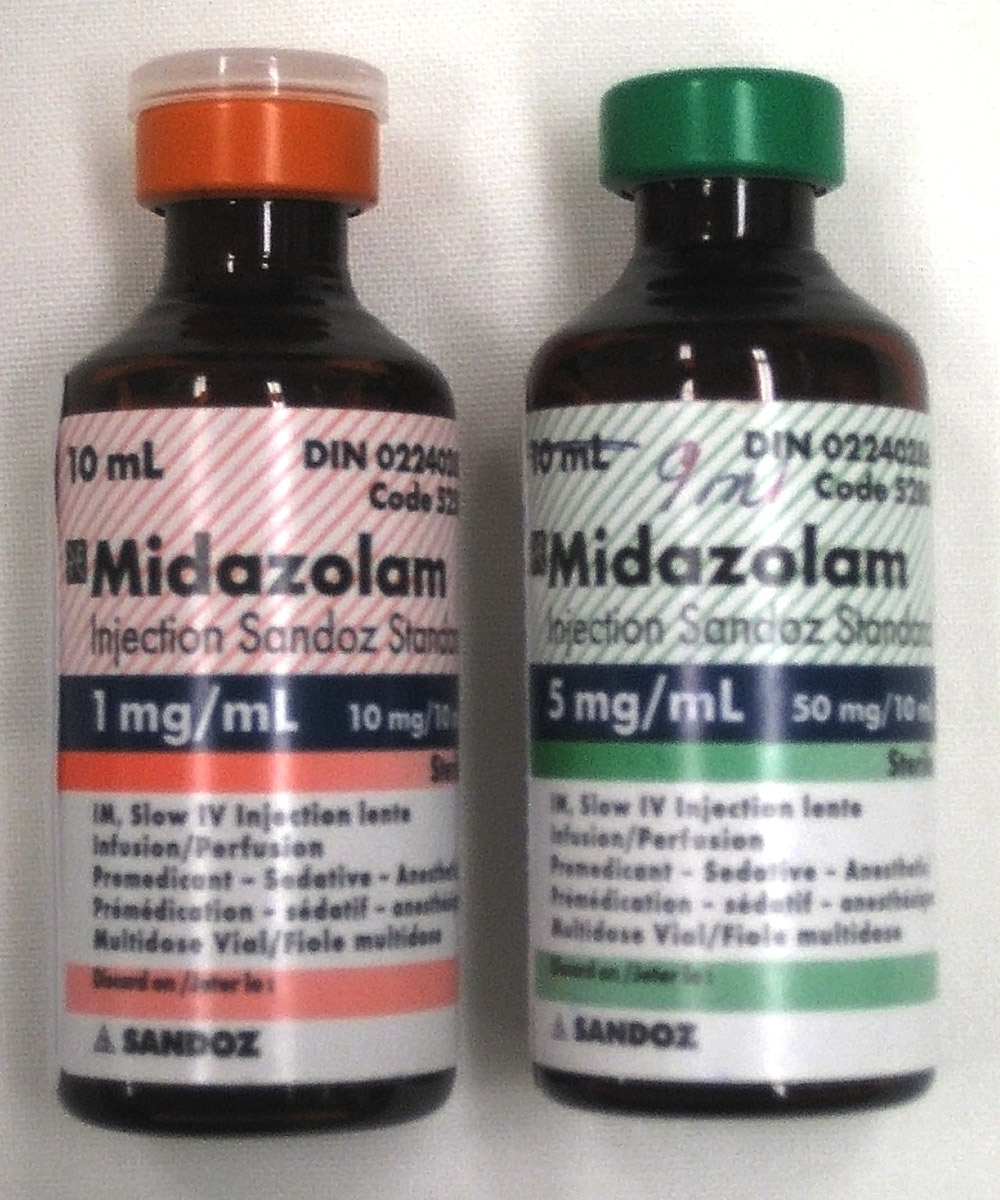
Midazolam da 1 e 5 mg/mL per endovena

Le benzodiazepine possiedono proprietà sedative, ipnotiche, ansiolitiche, anticonvulsivanti, miorilassanti e amnestiche, che risultano utili in una varietà di indicazioni, quali dipendenza da alcol, convulsioni, ansia, insonnia e agitazione. Nella maggior parte dei casi vengono somministrate per via orale, tuttavia possono essere somministrate anche per via endovenosa, intramuscolare o rettale. In generale, le benzodiazepine sono ben tollerate e sono farmaci, a breve termine, sicuri ed efficaci per una vasta serie di condizioni. Vi è la possibilità di sviluppare tolleranza ai loro effetti e vi è anche il rischio di dipendenza, e a seguito di una brusca interruzione, può verificarsi una sindrome da astinenza. Questi fattori, combinati con altri possibili effetti secondari possono comportare, dopo un uso prolungato, effetti psicomotori, cognitivi o deficit di memoria. Gli effetti dell'uso a lungo termine, l'uso improprio o un'intolleranza individuale al principio attivo comprendono la tendenza a causare o peggiorare i deficit cognitivi, la depressione e l'ansia.

### Insonnia

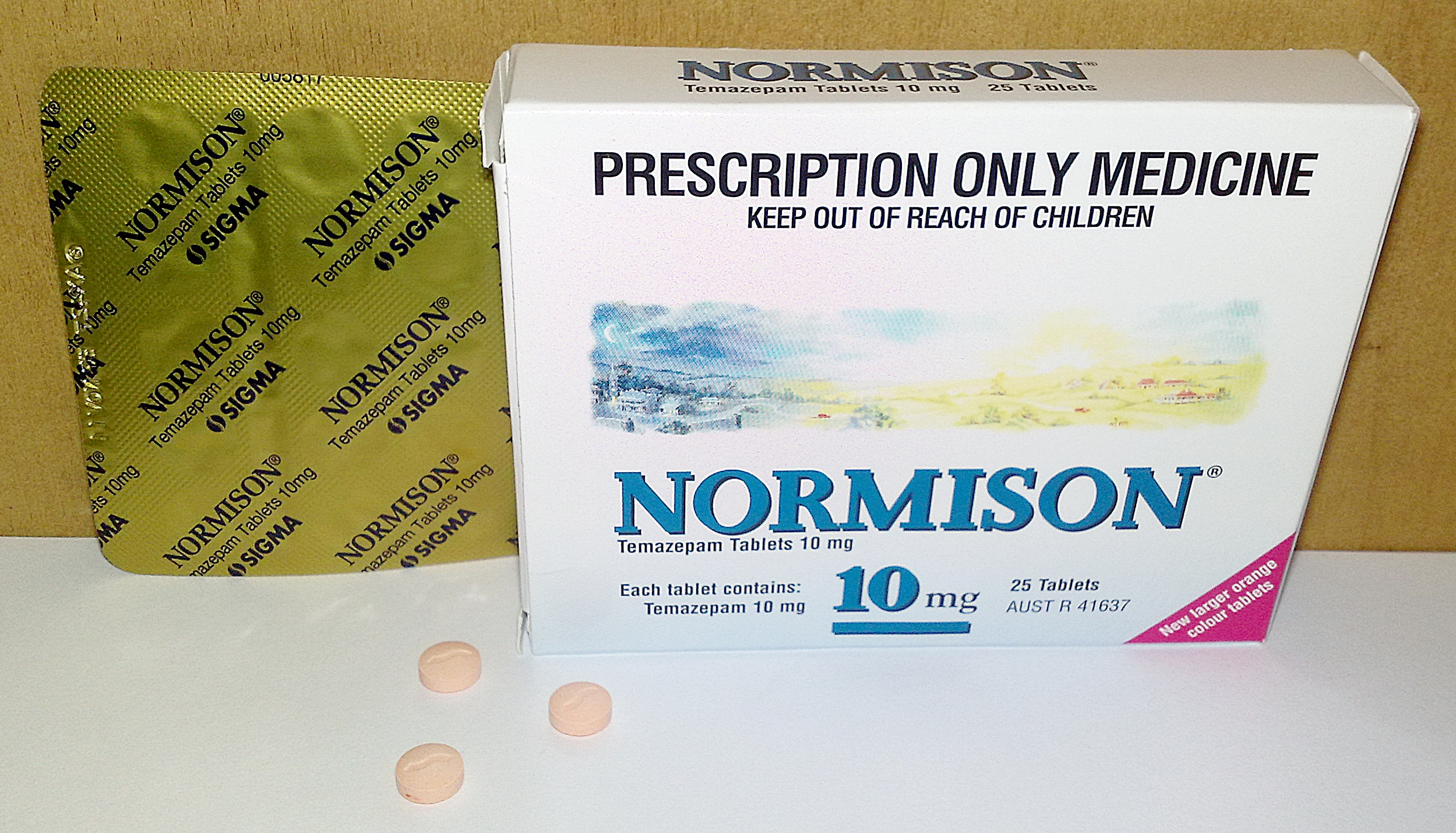
Temazepam (Normison) 10 mg

Le benzodiazepine possono essere utili nel trattamento a breve termine dell'insonnia. L'uso per oltre 2-4 settimane non è raccomandato a causa del rischio di dipendenza. Si preferisce dunque che siano prese a intermittenza e alla dose minima efficace. Le benzodiazepine migliorano i problemi legati al sonno riducendo il tempo da trascorrere a letto prima di addormentarsi, prolungando il tempo di sonno, e in generale, riducendo lo stato di veglia.
Tuttavia vi è un peggioramento della qualità del sonno, aumentando il sonno profondo e diminuendo il sonno leggero. Altri svantaggi possibili degli ipnotici, tra cui le benzodiazepine, sono la tolleranza ai loro effetti, l'insonnia di rimbalzo e la riduzione del sonno a onde lente, e a seguito della sospensione, un periodo caratterizzato da insonnia, ansia e agitazione. L'elenco delle benzodiazepine approvate per il trattamento dell'insonnia è abbastanza simile tra la maggior parte dei Paesi, ma che esse siano ufficialmente riconosciute come farmaci prescritti di prima linea per il trattamento dell'insonnia può variare distintamente da Paese a Paese. Le benzodiazepine ad azione prolungata, come il nitrazepam e il diazepam, hanno effetti residui che possono persistere fino al giorno successivo e sono, in generale, non raccomandate.
Non è chiaro se i nuovi farmaci ipnotici non benzodiazepine (farmaci-Z) siano più efficaci delle benzodiazepine a breve durata d'azione. L'efficacia di questi due gruppi di farmaci è simile. Secondo la statunitense Agency for Healthcare Research and Quality, il confronto indiretto indica che gli effetti collaterali delle benzodiazepine possono essere circa due volte più frequenti rispetto alle non benzodiazepine. Alcuni esperti suggeriscono di utilizzare le non benzodiazepine preferenzialmente come trattamento di prima linea a lungo termine per l'insonnia. Tuttavia il National Institute for Health and Care Excellence (NICE) non ha trovato alcuna prova convincente a favore dei farmaci-Z. La loro relazione ha sottolineato che i farmaci-Z a breve durata d'azione sono stati impropriamente confrontati in studi clinici con benzodiazepine a lunga azione. Non vi sono stati studi che confrontano i farmaci-Z a breve durata d'azione con dosi appropriate di benzodiazepine a uguale durata d'azione. Sulla base di questo, il NICE consiglia di scegliere l'ipnotico basandosi sul costo e la preferenza del paziente. Con il tempo le benzodiazepine danno luogo alla tolleranza, cioè la diminuzione di risposta da parte del corpo nei confronti del farmaco. Non sono rari i casi di dipendenza.
Gli anziani non dovrebbero usare le benzodiazepine per il trattamento dell'insonnia, a meno che altri trattamenti abbiano fallito. Quando le benzodiazepine vengono prescritte, i pazienti, i loro assistenti e il proprio medico dovrebbero discutere sull'aumento del rischio dei danni, compresa la possibilità che vi può essere un aumento delle cadute e conseguenti fratture dell'anca per tutti i pazienti più anziani.

### Ansia acuta
Talvolta le benzodiazepine sono utilizzate per il trattamento dell'ansia acuta in quanto sono in grado di portare un sollievo rapido e marcato dei sintomi nella maggior parte degli individui. Tuttavia non sono raccomandate per un periodo maggiore di 2-4 settimane a causa dei rischi di tolleranza e dipendenza e per una evidente mancanza di efficacia a lungo termine. Come per l'insonnia, possono essere utilizzate anche su base irregolare o "al bisogno", come nei casi in cui l'ansia appare peggiore. Rispetto ad altri trattamenti farmacologici, le benzodiazepine hanno due volte più probabilità di condurre a una ricaduta nella malattia di base dopo l'interruzione. Terapie psicologiche e altre terapie farmacologiche sono raccomandate per il trattamento a lungo termine del disturbo d'ansia generalizzato. Gli antidepressivi hanno tassi di remissione più elevati e sono, in generale, sicuri ed efficaci nel breve e lungo termine.

### Disturbo d'ansia generalizzato
Le benzodiazepine vantano una più che buona efficacia nella gestione a breve termine del disturbo d'ansia generalizzato (DAG), ma non hanno dimostrato di essere efficaci anche nel produrre un miglioramento globale a lungo termine. Secondo il National Institute for Health and Care Excellence (NICE), le benzodiazepine possono essere utilizzate nella gestione immediata del DAG, se necessarie. Tuttavia esse non dovrebbero generalmente essere somministrate per più di 2-4 settimane. Gli unici farmaci consigliabili per la terapia a lungo termine sono gli antidepressivi.
Allo stesso modo, la Canadian Psychiatric Association (CPA) raccomanda le benzodiazepine come alprazolam, lorazepam e diazepam solo come un approccio di seconda linea, se il trattamento con due diversi antidepressivi non ha avuto successo. Anche se sono farmaci di seconda linea, le benzodiazepine possono essere utilizzate per un tempo limitato per alleviare un grave episodio di ansia e agitazione. Gli orientamenti della CPA fanno notare che dopo 4-6 settimane l'effetto delle benzodiazepine può diminuire al livello del placebo e che esse sono meno efficaci degli antidepressivi per alleviare preoccupazione rimuginative, il sintomo principale del disturbo d'ansia generalizzato. Tuttavia in alcuni casi un trattamento prolungato con le benzodiazepine in aggiunta a un antidepressivo può essere giustificato.
Nel 2015 una revisione ha trovato un effetto maggiore con i farmaci rispetto alla terapia della parola. I farmaci che portano a un beneficio includono, oltre alle benzodiazepine, gli inibitori della ricaptazione di serotonina e noradrenalina e gli inibitori selettivi della ricaptazione della serotonina.

### Disturbo di panico
Per via della loro efficacia, della tollerabilità e della rapida insorgenza dell'azione ansiolitica, le benzodiazepine sono spesso utilizzate per il trattamento dell'ansia associata a disturbo di panico. Tuttavia vi è un generale disaccordo tra gli esperti per quanto riguarda il loro uso a lungo termine per il disturbo di panico. Le opinioni variano da quelli che sostengono che le benzodiazepine non sono efficaci su un periodo lungo e che dovrebbero essere riservate ai casi resistenti al trattamento a coloro che le ritengono efficaci come gli inibitori selettivi della ricaptazione della serotonina (SSRI).
Le linee guida della American Psychiatric Association (APA) affermano che, in generale, le benzodiazepine sono ben tollerate e il loro uso come trattamento iniziale per il disturbo di panico è fortemente sostenuto da numerosi studi clinici controllati. L'APA afferma che non vi sono prove sufficienti per raccomandare uno dei vari trattamenti di disturbo di panico rispetto a un altro. La scelta del trattamento tra benzodiazepine, SSRI, inibitori della ricaptazione di serotonina e noradrenalina, antidepressivi triciclici e la psicoterapia dovrebbe essere basata sulla storia del paziente, sulla sua preferenza e altre caratteristiche individuali. Gli inibitori della ricaptazione della serotonina sono suscettibili di essere la migliore scelta della terapia farmacologica per molti pazienti con disturbo di panico, ma le benzodiazepine vengono spesso usate e alcuni studi suggeriscono che questi farmaci sono ancora utilizzati con maggiore frequenza rispetto agli SSRI. Un vantaggio delle benzodiazepine è che alleviano i sintomi dell'ansia molto più velocemente degli antidepressivi e quindi possono essere preferiti nei pazienti per i quali il controllo rapido dei sintomi è fondamentale. Tuttavia questo vantaggio è controbilanciato dalla possibilità di sviluppare dipendenza da benzodiazepine. L'APA, pertanto, sconsiglia le benzodiazepine per le persone con sintomi depressivi o una storia recente di abuso di sostanze. Anche se preoccupazioni riguardanti la tolleranza e la sospensione delle benzodiazepine sono state sollevate, non vi sono prove di un significativo aumento della dose nei pazienti che assumono benzodiazepine a lungo termine. Per molti pazienti le dosi stabili mantengono la loro efficacia nell'arco di diversi anni.
Le linee guida del National Institute for Health and Care Excellence (NICE) del Regno Unito hanno effettuato una revisione sistematica con metodologia differente e sono giunte a una conclusione diversa, mettendo in discussione l'accuratezza degli studi che non erano controllati con placebo, e sulla base dei risultati, non è consigliabile l'uso delle benzodiazepine oltre due-quattro settimane, in cui la tolleranza e la dipendenza fisica si sviluppano rapidamente, con i sintomi di astinenza tra cui ansia di rimbalzo che si verifica dopo sei settimane o più di utilizzo. Tuttavia le benzodiazepine continuano a essere prescritte per il trattamento a lungo termine dei disturbi d'ansia, anche se gli antidepressivi specifici e terapie psicologiche sono raccomandati come trattamenti di prima linea con la possibilità di utilizzare il pregabalin, un farmaco anticonvulsivante, come trattamento di seconda o terza linea e adatto per l'uso a lungo termine. NICE ha dichiarato che l'uso a lungo termine delle benzodiazepine per il disturbo di panico con o senza agorafobia è un'indicazione senza autorizzazione, non ha efficacia a lungo termine e di conseguenza non è raccomandato dalle linee guida. Terapie psicologiche come la terapia cognitivo-comportamentale sono invece raccomandate come terapia di prima linea per il disturbo di panico: le benzodiazepine hanno dimostrato di interferire con i guadagni terapeutici di queste terapie.
Le benzodiazepine sono generalmente somministrate per via orale, tuttavia molto occasionalmente il lorazepam o il diazepam possono essere somministrati per via endovenosa per il trattamento di attacchi di panico acuti.

### Epilessia
Prolungate crisi epilettiche convulsive sono una emergenza medica che di solito può essere trattata efficacemente con la somministrazione di benzodiazepine ad azione rapida, che sono potenti anticonvulsivanti. In ambiente ospedaliero, il clonazepam per via endovenosa, il lorazepam e il diazepam sono scelte di prima linea, il clonazepam è vantaggioso per la sua forte e potente azione anticonvulsivante, il diazepam per la sua rapidità e il lorazepam per la sua durata d'azione. In ambito domiciliare, la somministrazione endovenosa non è pratica e possono essere utilizzati il diazepam per via rettale o (più recentemente) il midazolam per os, con una preferenza per quest'ultimo in quanto la gestione è più facile e socialmente più accettabile.
Quando le benzodiazepine sono state introdotte, esse furono adottate con entusiasmo per il trattamento di tutte le forme di epilessia. Tuttavia la sonnolenza e la tolleranza diventano problemi con l'uso continuato e a oggi non sono più considerate come scelte di prima linea per la terapia dell'epilessia a lungo termine. Il clobazam è ampiamente utilizzato dalle cliniche specializzate nel trattamento dell'epilessia in tutto il mondo e in particolare è popolare nei Paesi Bassi, Belgio e Francia. Nel 2011 è stato approvato per l'uso anche negli Stati Uniti. Nel Regno Unito, sia il clobazam, sia il clonazepam, sono scelte di seconda linea per il trattamento di molte forme epilettiche. Il clobazam risulta anche utile per la prevenzione a breve termine di attacchi convulsivi e nell'epilessia catameniale. Dopo un utilizzo prolungato per l'epilessia la sospensione richiede un'ulteriore cautela a causa dei rischi di crisi di ritorno, pertanto la dose deve essere lentamente diminuita per un periodo anche superiore ai sei mesi.

### Astinenza da alcol
Il clordiazepossido è la benzodiazepina più comunemente usata per la disintossicazione, ma anche il diazepam può essere utilizzato in alternativa. Entrambi sono utilizzati nella disintossicazione di individui che sono comunque fortemente motivati a smettere di bere e vengono prescritti per un breve periodo di tempo al fine di ridurre i rischi di incorrere nella tolleranza e dipendenza al farmaco stesso. Le benzodiazepine, associate a un metodo a più lunga durata, sono in grado di rendere la disintossicazione più tollerabile e meno frequente il presentarsi di una pericolosa (e potenzialmente letale) sindrome da astinenza da alcol. D'altra parte, la breve durata dell'azione delle benzodiazepine può portare a sviluppare una recidiva delle crisi e quindi non sono raccomandate per la disintossicazione in ambiente ambulatoriale. L'oxazepam e il lorazepam sono spesso usati nei pazienti a rischio di accumulo del farmaco, in particolare negli anziani e in quelli con cirrosi epatica, perché essi sono metabolizzati in modo diverso dalle altre benzodiazepine, ovvero attraverso la glucuronidazione.
Le benzodiazepine sono la prima scelta nella gestione della sindrome da astinenza da alcol, in particolare per la prevenzione e il trattamento delle complicanze più pericolose, come le convulsioni e il delirium tremens. Il lorazepam è l'unica benzodiazepina con prevedibile assorbimento intramuscolare ed è la più efficace nel prevenire e controllare le crisi acute.

### Altre indicazioni
Le benzodiazepine sono spesso prescritte per una vasta gamma di condizioni:
- Possono essere molto utili in terapia intensiva per sedare i pazienti sottoposti a ventilazione meccanica o per quelli in condizioni di estrema difficoltà. In questa occasione deve essere osservata una particolare attenzione in quanto possono verificarsi occasionali depressioni respiratorie e si raccomanda che siano facilmente disponibili trattamenti per l'overdose da benzodiazepine.[48]
- Le benzodiazepine sono efficaci se somministrate un paio di ore prima di un intervento chirurgico per alleviare l'ansia. Esse producono anche amnesia, che può essere utile per far dimenticare la procedura.[49] Esse sono utilizzate anche nei pazienti con odontofobia, nonché in alcune procedure oftalmiche come la chirurgia refrattiva, anche se questo uso è controverso ed è consigliato solo per coloro che sono molto in ansia.[50] Il midazolam è il più comunemente utilizzato per questo uso per via delle sue forti azioni sedative e il veloce tempo di recupero, così come la sua solubilità in acqua, il che riduce il dolore a seguito dell'iniezione. Anche il diazepam e il lorazepam sono a volte utilizzati. Il lorazepam ha proprietà particolarmente spiccate di amnesia.[51]
- Le benzodiazepine sono ben note per le loro forti proprietà miorilassanti e possono essere utili nel trattamento degli spasmi muscolari,[52] sebbene per questo scopo si sviluppa ben presto una certa tolleranza.[9] Il baclofene[53] o la tizanidina sono talvolta utilizzati come alternativa alle benzodiazepine. La tizanidina si è dimostrata avere una tollerabilità superiore rispetto al diazepam e al baclofene.[54]
- Le benzodiazepine sono anche usate per trattare gli attacchi di panico causati da intossicazione da allucinogeno.[55] Le benzodiazepine vengono usate per calmare l'individuo in uno stato di agitazione acuta e possono, se necessario, essere somministrate tramite una iniezione intramuscolare.[56] Talvolta possono essere efficaci nel trattamento a breve termine delle emergenze psichiatriche, come la psicosi acuta nei pazienti con schizofrenia o mania, comportando una rapida tranquillizzazione e sedazione fino a quando il litio o i neurolettici (antipsicotici) abbiano effetto. Il lorazepam è più comunemente usato, ma il clonazepam è talvolta prescritto per la psicosi acuta o la mania:[57][58] il loro uso a lungo termine non è raccomandato a causa del rischio di sviluppare dipendenza.[59]
- Il clonazepam, una benzodiazepina, è usato per trattare molte forme di parasonnie.[60] Essa trova impiego anche come trattamento di terza linea per la sindrome delle gambe senza riposo essendo ancora in fase di sperimentazione.[61][62]
- Le benzodiazepine sono a volte utilizzate nei casi di disturbo ossessivo-compulsivo, anche se generalmente si ritiene che siano inefficaci per questa indicazione anche se un piccolo studio ha rivelato qualche vantaggio.[63] Possono comunque essere considerate come opzione nei casi di resistenza al trattamento tradizionale.[64]
- Gli antipsicotici sono generalmente un trattamento di prima linea per le forme di delirio. Tuttavia, quando esso è causato da alcol o dalla sospensione di sedativi ipnotici, le benzodiazepine diventano un trattamento di prima linea.[65]
- Vi è qualche evidenza che basse dosi di benzodiazepine riducono gli effetti avversi della terapia elettroconvulsivante.[66]

## Dosaggio
Il dosaggio delle benzodiazepine dipende dalla formula farmaceutica e dal tipo del composto (affinità recettoriale) e pertanto non è possibile generalizzare il dosaggio. Ogni singola benzodiazepina ha il suo dosaggio terapeutico. Inoltre il dosaggio non è assoluto, e dipende soprattutto dalla patologia, dall'effetto ricercato e dalle indicazioni cliniche. Un criterio scientificamente valido e usato frequentemente per questo tipo di farmaci è l'utilizzo della "minima dose terapeutica". Essa si riferisce alla più piccola quantità di farmaco che induce l'effetto desiderato. Questa dose cambia da farmaco a farmaco, è soggettiva e deve essere individuata attentamente per ogni tipo di terapia.

## Farmacologia

### Farmacodinamica
La modulazione avviene mediante il legame sul recettore GABA A, un recettore formato da 5 domini transmembrana (alfa, beta, gamma sono le subunità più comuni nelle numerose varianti dei recettori GABA A). In questo complesso macromolecolare il GABA si lega nell'interfaccia tra la subunità alfa e quella beta: questo legame comporta un'apertura dei canali del Cl- con conseguente ingresso dello ione nelle cellule nervose determinando un'iperpolarizzazione e quindi una riduzione della eccitabilità delle cellule stesse. Le benzodiazepine si legano invece nell'interfaccia tra la subunità γ e la α determinando un aumento di frequenza di apertura del canale e un aumento dell'affinità del GABA al suo sito di legame: ne consegue un flusso maggiore di Cl- in entrata, una maggiore iperpolarizzazione della membrana neuronale (con ampliamento del periodo 'refrattario') e un ritardo dell'insorgenza del nuovo potenziale d'azione. Altre molecole che si legano al recettore GABA (su siti di legame differenti da quello per le benzodiazepine) sono l'alcool, i barbiturici e i derivati glutetimmidici (ad es. gli antiepilettici).

### Farmacocinetica
Le benzodiazepine possono essere somministrate per via orale, rettale, o endovenosa. Data la loro elevata liposolubilità, si distribuiscono bene in tutti i tessuti, passano attraverso la placenta e sono escrete nel latte e nella saliva. Hanno un'emivita variabile da poche ore (2h) ad alcuni giorni (100h), per questo motivo esse vengono utilizzate in diverse patologie per scopi diversi. Il dosaggio, l'emivita plasmatica e l'affinità recettoriale determinano l'applicazione principale dei diversi tipi di benzodiazepine. Sono metabolizzate a livello epatico e il loro metabolismo può aumentare in caso di associazione con barbiturici e alcool (vedi interazioni), mentre può essere minore nell'anziano. L'escrezione del farmaco avviene per via urinaria (circa 80%) e fecale (circa 10%).

## Interazioni
Le benzodiazepine hanno minime interazioni farmacologiche con altri farmaci, sebbene il loro metabolismo ossidativo possa essere inibito dalla cimetidina (farmaco antiulcera), dal disulfiram (usato per prevenire l'assunzione di alcool) e dall'isoniazide (antitubercolare). Basse concentrazioni di antagonisti dei recettori alla adenosina (teofillina) sono in grado di antagonizzare gli effetti clinici delle benzodiazepine. A seconda del loro percorso nel metabolismo, le benzodiazepine possono essere suddivise approssimativamente in due gruppi. Il gruppo più numeroso è costituito da quelle che vengono metabolizzate dagli enzimi del citocromo P450 (CYP450) che possiedono un potenziale significativo per interagire con altri farmaci. L'altro gruppo comprende quelle che vengono metabolizzate attraverso la glucuronidazione, quali lorazepam, oxazepam, temazepam, e in generale, hanno poche interazioni farmacologiche.
Molti farmaci, tra cui i contraccettivi orali, alcuni antibiotici, antidepressivi e agenti antifungini inibiscono gli enzimi del citocromo nel fegato. Essi riducono la velocità di eliminazione delle benzodiazepine che vengono metabolizzate dal CYP450, portando a un eccessivo accumulo del farmaco e l'aumento di effetti collaterali. Al contrario, i farmaci che inducono gli enzimi del citocromo P450, come l'erba di San Giovanni, l'antibiotico rifampicina e gli anticonvulsivanti carbamazepina e fenitoina, accelerano l'eliminazione di molte benzodiazepine e diminuiscono la loro azione. Assumendo benzodiazepine con l'alcol, gli oppioidi e altri depressori del sistema nervoso centrale, vi è un potenziamento della loro azione. Questo si traduce spesso in un aumento della sedazione, compromissione della coordinazione motoria, respirazione difficoltosa, e altri effetti negativi che possono anche essere letali. Gli antiacidi possono rallentare l'assorbimento di alcune benzodiazepine, tuttavia questo effetto è marginale e non certo.
L'assunzione di bevande alcoliche potenzia gli effetti delle benzodiazepine. L'interazione con alcol può avere quasi sempre effetti drammatici: anche un semplice bicchiere di vino associato a una dose moderata di benzodiazepine può causare una grave depressione respiratoria. In altri termini, l'encefalo è in grado di trasmettere ai muscoli respiratori meno impulsi motori, provocando anossia, che con un processo a catena può, a sua volta, indurre gravi aritmie cardiache, fino al collasso.

## Struttura chimica

Scheletro molecolare minimo e relativa numerazione delle benzodiazepine Ar- sostituite secondo IUPAC

Scheletro molecolare minimo e relativa numerazione delle benzodiazepine Ar- sostituite secondo Merk Index (IX Ed.)

La struttura delle benzodiazepine è costituita da un anello aromatico benzenico e da un anello diazepinico costituito da sette atomi: cinque di carbonio e due di azoto con un radicale fenilico in posizione 5 (anche se secondo la numerazione IUPAC usata e ritrovabile nelle voci relative ai singoli composti in en.wikipedia tutto viene spostato di una posizione, come da schema nella figura a lato e come evidenziato nella nomenclatura dei singoli farmaci). In ogni caso è necessario controllare la nomenclatura, anche se spesso è ritrovabile la seconda.
Sebbene possano sembrare una classe unica di farmaci esistono molte differenze strutturali tra una molecola e l'altra, come è possibile osservare nelle strutture delle diverse benzodiazepine. Queste differenze si riflettono poi nelle caratteristiche farmacocinetiche e nell'affinità di questi farmaci con il recettore GABA.

## Classificazione
Sono presenti in letteratura diversi sistemi di classificazione delle benzodiazepine, a seconda dei gruppi liganti e della posizione, dell'emivita plasmatica e della presenza di cataboliti attivi. Essendo gli effetti ansiolitici, ipnotici, miorilassanti e anticonvulsivanti comuni a tutte le benzodiazepine, la classificazione in base agli effetti principali non risulta avere una validità scientifica e pertanto la si utilizza solo su base clinica.

### Classificazione in base alla struttura chimica
In base alla struttura chimica le benzodiazepine possono essere suddivise in:
1,4 Benzodiazepine
In questa categoria l'anello diazepinico presenta due atomi di azoto in posizione 1 e 4. A seconda dei diversi radicali legati possiamo trovare le chetobenzodiazepine, la classe principale di BDZ come diazepam, nordazepam e delorazepam, le idrossibenzodiazepine, caratterizzate dalla presenza di un gruppo ossidrilico in posizione 3 come lorazepam e oxazepam, e le nitrobenzodiazepine, caratterizzate dalla presenza di un gruppo nitro in posizione 7 come clonazepam e nitrazepam.
1,5 Benzodiazepine
Si differenziano dalle precedenti per la posizione degli atomi di carbonio e azoto nelle posizioni 4 e 5 dell'anello diazepinico come ad esempio il clobazam.
Imidazobenzodiazepine
Sono caratterizzate dalla presenza di un anello imidazolico condensato in posizione 1 come il midazolam.
Triazolobenzodiazepine
Sono caratterizzate dalla presenza di un anello triazolico condensato in posizione 1 come il triazolam.

### Classificazione in base all'emivita plasmatica
Il più comune sistema di classificazione delle benzodiazepine è in base all'emivita plasmatica t1,2 (tra parentesi il nome commerciale più utilizzato):
| Benzodiazepine a lunga durata d'azione Emivita maggiore di 36 ore            | - Diazepam (Valium, Tranquirit) - Nordazepam o Demetildiazepam (Madar, Stilny) - Delorazepam o Clordemetildiazepam (En) - Clordiazepossido (Librium) - Clorazepato (Transene) - Clobazam (Frisium) - Prazepam (Prazene, Trepidan) - Flurazepam (Valdorm, Felison) - Quazepam (Quazium) - Alazepam (Paxipam) - Medazepam (Nobrium) |
| Benzodiazepine a durata d'azione intermedia Emivita compresa tra 18 e 36 ore | - Clonazepam (Klonopin, Rivotril) - Nitrazepam (Mogadon) - Flunitrazepam (Darkene, Roipnol) - Cinolazepam (Gerodorm) - Pinazepam (Domar) - Bromazepam (Lexotan, Compendium) - Tofisopam (Emandaxin, Grandaxin) - Ketazolam (Anseren) - Cloxazolam (Sepazon, Olcadil)                                                              |
| Benzodiazepine a breve durata d'azione Emivita compresa tra 6 e 18 ore       | - Lorazepam (Tavor, Control) - Oxazepam (Serpax, Limbial) - Tetrazepam (Mylostan) - Camazepam (Albego) - Loprazolam (Dormonoct) - Alprazolam (Xanax, Frontal) - Estazolam (Esilgan) - Lormetazepam o Metillorazepam (Minias, Noctamid) - Temazepam o Metiloxazepam (Restoril, Normison)                                           |
| Benzodiazepine a durata d'azione brevissima Emivita minore di 6 ore          | - Midazolam (Ipnovel, Dormicum) - Triazolam (Halcion, Songar) - Adinazolam (Deracyn) - Brotizolam (Lendormin) - Etizolam (Depas, Pasaden) - Clotiazepam (Rizen, Tienor) - Doxefazepam (Doxans) |

## Effetti collaterali
Gli effetti collaterali più comuni delle benzodiazepine sono legati ai loro effetti sedativi e all'azione miorilassante. Tra i vari effetti si possono includere sonnolenza, vertigini e una diminuzione della vigilanza e della concentrazione. La mancanza di coordinamento può essere causa di cadute e lesioni, in particolare negli anziani. Inoltre, può esserci una compromissione delle capacità di guida e una maggiore probabilità di incidenti stradali. Una diminuzione della libido e problemi di erezione sono un effetto collaterale comune. Possono emergere depressione e disinibizione. Con l'utilizzo endovenoso possono verificarsi ipotensione e ipoventilazione. Effetti collaterali meno comuni comprendono nausea e cambiamenti nell'appetito, visione offuscata, confusione, euforia, depersonalizzazione e incubi. Sono stati descritti casi di tossicità epatica, ma sono molto rari.

### Effetti paradossi
A volte si verificano reazioni paradosse, quali l'aumento delle convulsioni negli epilettici, l'aggressività, la violenza, l'impulsività, l'irritabilità e comportamenti suicidari. Questo tipo di reazioni sono rare nella popolazione generale, con un tasso di incidenza al di sotto dell'1% e simile al placebo. Tuttavia si verificano con maggiore frequenza nei consumatori ricreativi, negli individui con disturbo borderline di personalità, nei bambini e nei pazienti che fanno uso di alti dosaggi. In questi gruppi i problemi del controllo degli impulsi sono forse il fattore di rischio più importante per la disinibizione; la difficoltà di apprendimento e disturbi neurologici sono anch'essi rischi significativi. La maggior parte delle segnalazioni di comportamenti disinibiti comportano dosi elevate di benzodiazepine ad alto potenziale. Gli effetti paradossi possono essere riscontrati anche dopo un uso cronico di benzodiazepine.

### Effetti cognitivi
L'uso a breve termine delle benzodiazepine influisce negativamente in più aree della cognizione: l'effetto più importante è l'interferenza con la formazione e il consolidamento dei nuovi ricordi e può indurre amnesia anterograda. Tuttavia i ricercatori hanno opinioni contrastanti in merito agli effetti della somministrazione a lungo termine. Un punto di vista è che molti degli effetti a breve termine possono continuare nel lungo termine e che possono anche peggiorare e non vengano risolti dopo aver interrotto l'uso delle benzodiazepine. Un'altra teoria sostiene che i deficit cognitivi dei consumatori cronici di benzodiazepine si verificano solo per un breve periodo dopo l'assunzione o che il disturbo d'ansia sia la causa di questi deficit.

### Effetti a lungo termine
Gli effetti a lungo termine dell'uso di benzodiazepine possono includere problemi affettivi e comportamentali. Possono verificarsi anche sentimenti di agitazione, difficoltà nel pensare in modo costruttivo, perdita di desiderio sessuale, agorafobia e fobia sociale, aumento dell'ansia e della depressione, perdita di interesse nelle attività, deterioramento cognitivo  e incapacità di vivere o esprimere i sentimenti. Non tutti, però, sperimentano questi problemi con l'uso a lungo termine. Inoltre, possono esserci una percezione alterata di sé, dell'ambiente e delle relazioni e un impatto negativo sul microbiota intestinale.

### Tolleranza, dipendenza e sospensione

Grafico comparativo dei possibili effetti negativi delle benzodiazepine rispetto alle altre droghe da The Lancet

Il problema principale dell'uso cronico di benzodiazepine è lo sviluppo di tolleranza e dipendenza. La tolleranza si manifesta come potere farmacologico diminuito e si sviluppa in tempi relativamente brevi per quanto riguarda gli effetti sedativi, ipnotici, anticonvulsivanti e miorilassanti. Il soggetto durante il trattamento non risponde più alla dose prescritta del farmaco, sufficiente a produrre l'effetto desiderato. Pertanto per ottenere lo stesso effetto terapeutico è necessaria una dose maggiore di benzodiazepine. Generalmente si sviluppa tolleranza all'effetto ipnotico del farmaco dopo molti giorni di utilizzo, mentre la tolleranza agli effetti ansiolitici si manifesta più lentamente e incomincia a presentare qualche lieve segno di perdita di efficacia dopo quattro-sei mesi di uso continuato. In generale, non vi è tolleranza agli effetti amnesici. Tuttavia esiste un dibattito sulla tolleranza agli effetti ansiolitici con alcuni studi che non ravvisano ciò e con altri di parere opposto che asseriscono che una certa tolleranza si verifica spesso e altri ancora che l'ansia può peggiorare con l'uso a lungo termine. Anche la questione relativa alla tolleranza agli effetti amnesici delle benzodiazepine è, allo stesso modo, poco chiara. Alcuni dati suggeriscono che una parziale tolleranza può svilupparsi e che la "compromissione della memoria è limitata a una stretta finestra entro 90 minuti dopo ogni dose".
La sospensione dalle benzodiazepine o una brusca riduzione del dosaggio, anche dopo un ciclo di trattamento relativamente breve (tre-quattro settimane), può portare a due gruppi di sintomi: effetto rebound e astinenza. L'effetto rebound consiste nel ritorno dei sintomi per cui il paziente era stato trattato, ma in modo peggiore a prima. I sintomi da astinenza sono nuovi sintomi che si verificano quando le benzodiazepine vengono sospese. Essi sono il principale segno di dipendenza fisica.

### Sintomi e gestione dell'astinenza

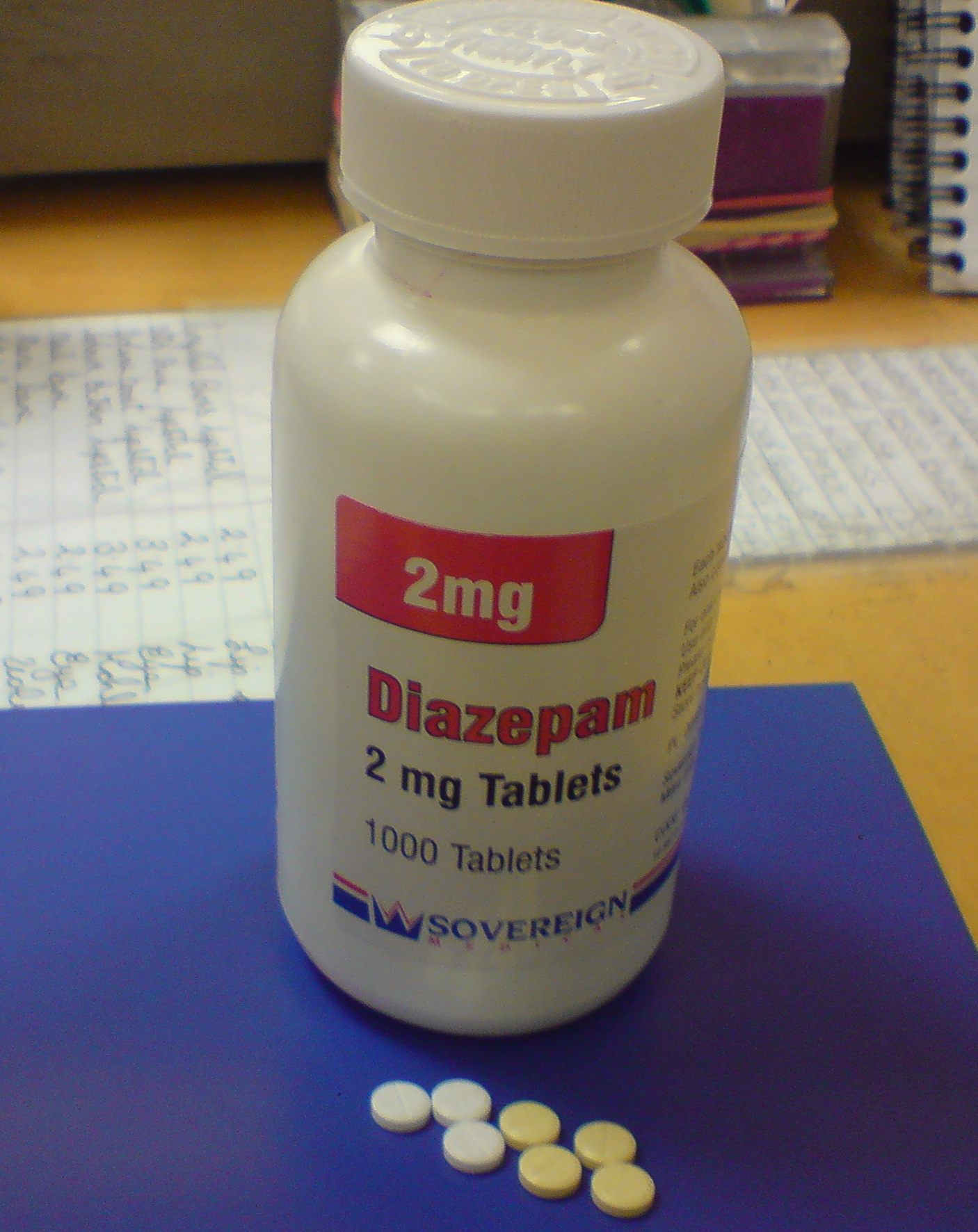
Pillole di diazepam da 2 mg e 5 mg, le quali sono comunemente usate nel trattamento della sindrome di astinenza da benzodiazepine.

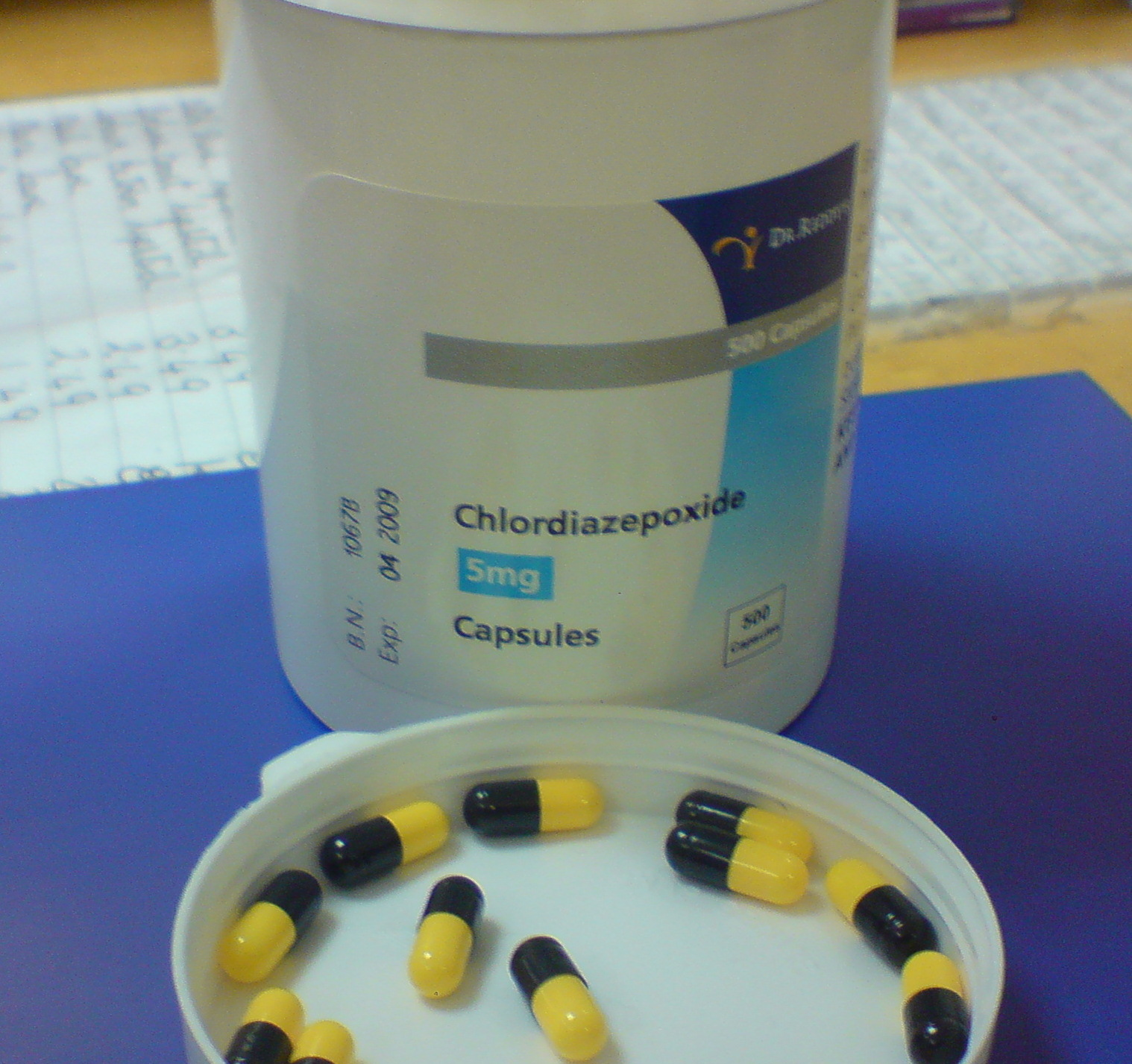
Il clordiazepossido da 5 mg in capsule, a volte viene utilizzato come alternativa al diazepam durante la sospensione delle benzodiazepine. Come il diazepam esso vanta una lunga emivita e una lunga durata d'azione metaboliti attivi.

I sintomi più frequenti in seguito alla sospensione delle benzodiazepine sono: insonnia, ansia, attacchi di panico, tachicardia, problemi gastrici, tremori, disforia, perdita dell'appetito, agitazione, paura e spasmi muscolari. Effetti meno frequenti sono irritabilità, sudorazione, depersonalizzazione, derealizzazione, ipersensibilità agli stimoli, depressione, comportamenti suicidiari, psicosi, convulsioni e effetti simili al delirium tremens. Gravi sintomi di solito si verificano a seguito di una sospensione troppo brusca, pertanto si raccomanda un regime di riduzione progressiva. I sintomi possono verificarsi anche durante una riduzione del dosaggio graduale, ma sono in genere meno gravi e possono persistere come parte di una sindrome di astinenza protratta per mesi dopo la cessazione dall'assunzione. Circa il 10% dei pazienti sperimenterà una sindrome di astinenza prolungata notevole, che può persistere per molti mesi o in alcuni casi un anno o più. Sintomi persistenti tendono ad assomigliare a quelli visti durante i primi mesi dalla sospensione, ma di solito si presentano a un livello di gravità sub-acuto. Questi sintomi si attenuano gradualmente nel tempo, fino a scomparire del tutto.
Tra i pazienti e i medici, le benzodiazepine hanno una reputazione di causare effetti gravi e traumatici in seguito della sospensione. Tuttavia questo generalmente si verifica quando il processo di ritiro viene gestito male. Non è certo quanto sia il tempo necessario per completare la sospensione, con ipotesi che possono variare da quattro settimane a diversi anni. È suggerito che un periodo inferiore ai sei mesi sia quello più congruo, ma a causa di fattori quali la posologia e il tipo di benzodiazepina, le ragioni della prescrizione, lo stile di vita, la personalità, gli stress ambientali e la quantità di supporto disponibile, può essere richiesto un anno o più. La sospensione viene gestita meglio suggerendo ai pazienti fisicamente dipendenti di assumere diazepam a una dose equivalente, poiché possiede l'emivita più lunga di tutte le benzodiazepine, viene metabolizzato in metaboliti attivi a lunga azione ed è disponibile in compresse che possono essere divise in dosi più piccole. Un ulteriore vantaggio è la sua disponibilità in forma liquida, che consente una riduzione ancora inferiore. Il clordiazepossido, che ha anch'esso una lunga emivita, può essere utilizzato in alternativa.
Le nonbenzodiazepine sono controindicate durante il periodo di riduzione per via della loro cross tolleranza con le benzodiazepine e possono indurre dipendenza. L'alcol è anch'esso cross tollerante e ancora più tossico e quindi una certa cautela è necessaria per evitare di sostituire una dipendenza con un'altra. Durante la sospensione, se possibile, è meglio evitare gli antibiotici chinoloni: essi spostano le benzodiazepine dal loro sito di legame e riducono la funzione del GABA e, in tal modo, possono aggravare i sintomi dell'astinenza. Anche gli antipsicotici non sono raccomandati, insieme con gli altri sedativi del sistema nervoso centrale, specialmente clozapina o fenotiazine, in quanto abbassano la soglia convulsiva e possono peggiorare una sindrome da astinenza.
Nel lungo termine, la sospensione dalle benzodiazepine risulta vantaggiosa per la maggior parte delle persone, portando a un miglioramento della salute fisica e mentale, in particolare negli anziani, anche se per alcuni utilizzatori un'assunzione a lungo termine è necessaria per evitare gli effetti dell'interruzione.

### Insonnia rebound
Tra gli altri effetti collaterali più noti delle benzodiazepine abbiamo il cosiddetto effetto rebound "da rimbalzo". In caso di brusca sospensione di esse o comunque interrompendone l'assunzione ritornano i sintomi per le quali sono state assunte, spesso anche in maniera più marcata. Questo effetto è conosciuto anche come "sindrome da rimbalzo" e riguarda diverse classi di psicofarmaci oltre le benzodiazepine. La durata di questo effetto varia in base a quanto tempo è stato assunto il farmaco.

## Sovradosaggio

L'uso di flumazenil è controverso in seguito a sovradosaggio di benzodiazepine

Anche se le benzodiazepine, in caso di sovradosaggio, sono molto più sicure rispetto ai loro predecessori, i barbiturici, possono ancora causare problemi di overdose. Se prese da sole, esse raramente causano gravi complicanze da sovradosaggio. Statistiche effettuate in Inghilterra hanno mostrato che le benzodiazepine sono state responsabili per il 3,8% di tutti i decessi per avvelenamento da un singolo farmaco. Tuttavia la combinazione di questi farmaci con l'alcol, gli oppiacei o gli antidepressivi triciclici alza notevolmente la tossicità. Gli anziani sono più sensibili agli effetti collaterali delle benzodiazepine e un uso a lungo tempo può causare avvelenamento. Le varie benzodiazepine differiscono per la loro tossicità: il temazepam sembra essere il più tossico in caso di overdose e quando viene utilizzato con altri farmaci. I sintomi di un sovradosaggio di benzodiazepine possono comprendere: sonnolenza, difficoltà di parola, nistagmo, ipotensione, ipocinesia, atassia, coma, depressione respiratoria, fino ad arrivare nei casi più gravi all'arresto cardiorespiratorio. Tuttavia il sovradosaggio quasi mai è mortale, tranne nei casi pediatrici e nei soggetti anziani oppure quando vi è una forte assunzione insieme con alcol e/o barbiturici.
Esiste un agente antagonista delle benzodiazepine, il flumazenil (Anexate). Il suo uso come antidoto non è tuttavia raccomandato di routine a causa dell'alto rischio di risedazione e convulsioni. In uno studio in doppio cieco, controllato con placebo su 326 pazienti, 4 pazienti hanno sofferto gravi eventi avversi e il 61% si è risedato a seguito dell'uso di flumazenil. Esistono numerose controindicazioni al suo utilizzo. È controindicato nei pazienti con una storia di uso a lungo termine di benzodiazepine, in coloro che hanno ingerito una sostanza che abbassa la soglia convulsiva o che può causare un'aritmia e nei pazienti con segni vitali anormali. Uno studio ha trovato che solo il 10% della popolazione dei pazienti che presenta una dose eccessiva di benzodiazepine sono candidati idonei per il trattamento con il flumazenil.

## Controindicazioni
A causa della loro azione miorilassante, le benzodiazepine possono causare insufficienza respiratoria in soggetti particolarmente sensibili. Per questo motivo, sono controindicate nei pazienti con miastenia gravis, apnea del sonno, bronchite, e BPCO. È necessario porre una particolare attenzione quando le benzodiazepine vengono somministrate alle persone con disturbi di personalità o disabilità intellettiva a causa dei frequenti effetti paradossi. Nella depressione maggiore, possono aumentare le tendenze suicidarie e sono a volte utilizzate esse stesse per suicidarsi mediante overdose. I soggetti con una storia di abuso di alcol, oppioidi e barbiturici dovrebbero evitare di assumere benzodiazepine, in quanto vi è la possibilità di rischiare la vita per via dell'interazioni con queste sostanze.

### Gravidanza
Negli Stati Uniti, la Food and Drug Administration ha classificato le benzodiazepine nelle categorie D o X nella lista di farmaci teratogeni in quanto è stato dimostrato un possibile danno per il nascituro.
L'esposizione alle benzodiazepine durante la gravidanza è stata associata a un leggero aumento (tra lo 0,06% e lo 0,07%) di rischio di palatoschisi nei neonati, una conclusione tuttavia controversa in quanto alcuni studi non hanno trovato alcuna correlazione. Il loro uso da parte delle donne incinte poco prima del parto può causare nel nascituro ipotonia, ipotermia, letargia e difficoltà nella respirazione e nell'alimentazione. I casi di sindrome da astinenza neonatale sono stati descritti nei neonati cronicamente esposti in utero alle benzodiazepine. Questa sindrome può essere difficile da riconoscere, incominciando diversi giorni dopo il parto. I sintomi includono tremore, ipertonia, iperreflessia, iperattività, vomito e può durare fino a tre o sei mesi. Riducendo la dose durante la gravidanza può ridurre la gravità. Se utilizzate in gravidanza, le benzodiazepine che si sono dimostrare più sicure, come il diazepam o clordiazepossido, sono raccomandate rispetto a quelle potenzialmente più dannose, come il temazepam o il triazolam. Utilizzando la più bassa dose efficace per il più breve periodo di tempo si possono ridurre al minimo i rischi per il nascituro.

### Terza età
Negli anziani, i vantaggi delle benzodiazepine sono inferiori mentre i rischi maggiori. Gli anziani sono a rischio di una aumentata dipendenza e sono più sensibili agli effetti negativi, quali problemi di memoria, sedazione diurna, compromissione della coordinazione motoria e aumento del rischio di incidenti automobilistici, cadute, e un aumento del rischio di fratture dell'anca. Le conseguenze a lungo termine degli effetti delle benzodiazepine e della dipendenza negli anziani possono assomigliare a demenza, depressione o sindromi ansiose: nel tempo si registra un progressivo peggioramento. Gli effetti negativi sulla capacità cognitiva possono essere scambiati per gli effetti della vecchiaia. I vantaggi derivanti dalla sospensione includono il miglioramento della cognizione, della vigilanza, della mobilità, rischio ridotto di incontinenza e minor probabilità di incorrere in cadute e fratture. Negli anziani, le benzodiazepine devono essere prescritte con cautela e solo per un breve periodo a basse dosi. Quelle ad azione breve o intermedia sono preferibili, come l'oxazepam e il temazepam. Le benzodiazepine ad alto potenziale, come alprazolam e triazolam, e quelle a lunga attività non sono raccomandate negli anziani a causa di un aumento degli effetti avversi. Le nonbenzodiazepine, quali zaleplon e zolpidem, e basse dosi di antidepressivi sedativi sono talvolta usati come alternative alle benzodiazepine.
Le benzodiazepine sono talvolta prescritte per trattare i sintomi comportamentali della demenza. Tuttavia, come gli antidepressivi, hanno poche prove di efficacia, anche se gli antipsicotici hanno mostrato qualche beneficio. Gli effetti cognitivi delle benzodiazepine che si verificano frequentemente negli anziani possono anche peggiorare uno stato già presente di demenza senile. L'uso a lungo termine delle benzodiazepine è stato associato a un aumento del rischio di deterioramento cognitivo, ma la sua correlazione con la demenza non è stata dimostrata.

## Storia

Formula chimica di una molecola di clordiazepossido, la prima benzodiazepina. È stata commercializzata da Hoffmann-La Roche a partire dal 1960 con il marchio Librium.

La prima benzodiazepina, il clordiazepossido (Librium), è stata sintetizzata nel 1955 da Leo Sternbach mentre lavorava alla Hoffmann-La Roche sullo sviluppo di tranquillanti. Tuttavia le proprietà farmacologiche dei composti inizialmente preparati furono deludenti e Sternbach abbandonò il progetto. Due anni dopo, nell'aprile del 1957, il collega Earl Reeder notò un composto "piacevolmente cristallino" lasciato dal progetto interrotto mentre eseguiva una pulizia del laboratorio. Questo composto, più tardi chiamato clordiazepossido, non fu testato nel 1955 per via dell'attenzione posta da Sternbach su altre questioni. In attesa che i risultati farmacologici fossero negativi e sperando di pubblicare i risultati correlati alla chimica, i ricercatori incominciarono una serie di test standard sugli animali. Il composto mostrò forti effetti sedativi, anticonvulsivanti e miorilassanti. Questi impressionanti risultati clinici portarono, nel 1960, a una rapida commercializzazione in tutto il mondo con il marchio Librium. A seguito del clordiazepossido, il diazepam fu commercializzato dalla Hoffmann-La Roche con il marchio Valium nel 1963, e per un po' i due furono i farmaci con maggior successo commerciale. L'introduzione delle benzodiazepine ha portato a una diminuzione della prescrizione di barbiturici e nel 1970 avevano in gran parte sostituito i vecchi farmaci per gli usi sedativi e ipnotici.
Il nuovo gruppo di farmaci fu inizialmente accolto con ottimismo dai professionisti sanitari ma a poco a poco sorsero alcune preoccupazioni: in particolare, il rischio di dipendenza divenne evidente nel 1980. Le benzodiazepine hanno una storia unica, a loro si deve la più grande class action mai tentata contro i produttori farmaceutici nel Regno Unito, che coinvolse 14.000 pazienti e 1.800 studi legali e che sosteneva che le case farmaceutiche sapessero della potenziale dipendenza, ma volutamente non divulgarono queste informazioni ai medici. Allo stesso tempo, 117 medici di medicina generale e 50 autorità sanitarie furono citate in giudizio dai pazienti per i danni dovuti agli effetti nocivi della dipendenza e dalla sospensione. Questo ha portato alcuni medici a richiedere un modulo di consenso firmato dai loro pazienti e di raccomandare che tutti i pazienti siano adeguatamente avvertiti dei rischi di dipendenza e sospensione prima di incominciare il trattamento con le benzodiazepine. Il processo non raggiunse mai una sentenza: il patrocinio gratuito fu ritirato e vi erano accuse che i consulenti psichiatrici e i periti potessero avere un conflitto di interessi. Questo contenzioso ha portato a cambiamenti nella legislazione britannica, rendendo le azioni legali collettive più difficili.
Anche se sono stati introdotti antidepressivi con proprietà ansiolitiche e vi è una crescente consapevolezza degli effetti negativi delle benzodiazepine, le prescrizioni per il sollievo dall'ansia a breve termine non sono diminuite di molto. Per il trattamento dell'insonnia, le benzodiazepine sono ora meno popolari delle nonbenzodiazepine, che comprendono lo zaleplon, lo zolpidem e lo zopiclone. Le nonbenzodiazepine sono molecolarmente distinte, ma ciò nonostante, lavorano sugli stessi recettori delle benzodiazepine e producono effetti sedativi simili.

## Uso ricreativo

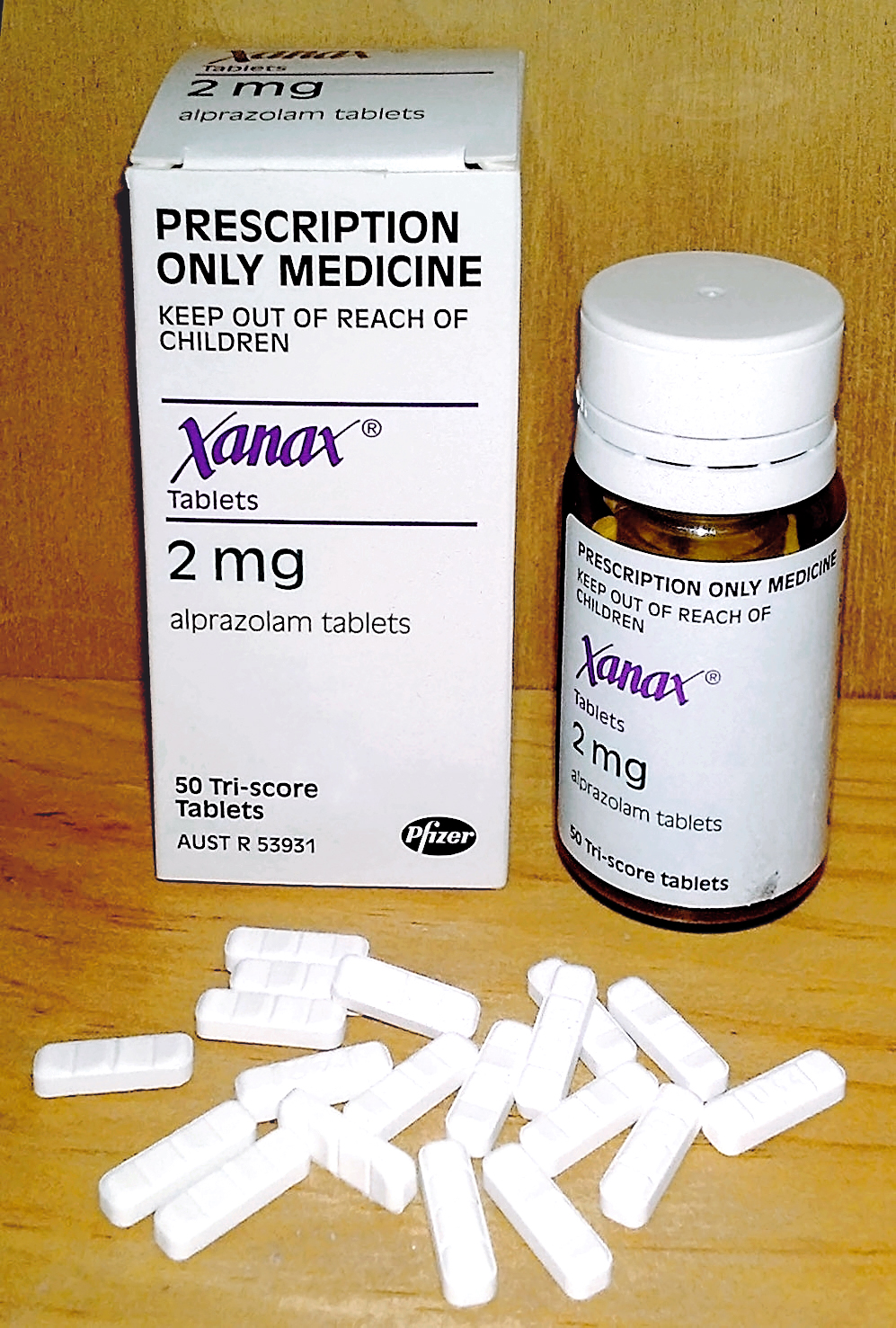
Xanax (alprazolam) 2 mg compresse tri-score

Le benzodiazepine sono considerate tra le principali sostanze d'abuso, anche se quasi esclusivamente da parte di chi già fa uso di altre droghe. A livello internazionale esse sono classificate come farmaci della tabella IV, a parte il flunitrazepam che è nella tabella III, ai sensi della convenzione sulle sostanze psicotrope. Tuttavia vi sono alcune variazioni a seconda dei singoli paesi: per esempio, nel Regno Unito il midazolam e il temazepam sono inseriti nella tabella III. La legge britannica prevede che il temazepam (ma non il midazolam) debba essere conservato sotto custodia. Questo requisito comporta che i farmacisti e i medici debbano conservarlo in armadi di sicurezza di acciaio a chiusura a doppia mandata e mantenere un registro scritto con inchiostro. L'abuso di benzodiazepine varia da occasionali assunzioni a grandi dosi a un utilizzo cronico e compulsivo a dosi elevate.
Le benzodiazepine sono usate a scopo ricreativo da tossicodipendenti problematici. La mortalità è più elevata tra chi abusa di più sostanze, compreso l'alcol. La dipendenza e la tolleranza alle benzodiazepine, spesso accoppiate con un'escalation nel dosaggio, possono svilupparsi rapidamente tra i tossicodipendenti: una sindrome da astinenza può apparire dopo appena tre settimane di uso continuo. L'uso a lungo termine potenzialmente può causare sia dipendenza fisica e psicologica che gravi sintomi di astinenza, come la depressione, l'ansia (spesso fino ad attacchi di panico) e agorafobia. Le benzodiazepine, e in particolare il temazepam, sono a volte utilizzate per via endovenosa che, se fatto in modo errato o in modo non sterile, può comportare complicazioni mediche, tra cui ascessi, cellulite, tromboflebite, puntura arteriosa, trombosi venosa profonda e gangrena. La condivisione di siringhe e aghi può portare alla trasmissione di epatite, HIV e altre malattie. Quando viene stabilita una dipendenza, solitamente un medico consiglia al paziente di convertire l'uso della benzodiazepina con una dose equivalente di diazepam, prima di incominciare un programma di progressiva riduzione.
Nel complesso, dai dati raccolti risulta che il temazepam sia la benzodiazepina più pericolosa per l'assuefazione psicologica (dipendenza). L'abuso di temazepam ha raggiunto proporzioni epidemiche in alcune parti del mondo, in particolare in Europa e in Australia e in molti paesi del sudest asiatico. Ciò ha portato le autorità di diversi paesi a inserire il temazepam in uno status giuridico più restrittivo. Alcuni paesi, come la Svezia, lo hanno vietato a titolo definitivo. Il temazepam possiede anche alcune proprietà farmacocinetiche di assorbimento, distribuzione, eliminazione e clearance che lo rendono più suscettibile all'abuso rispetto a molte altre benzodiazepine.
Le benzodiazepine a volte sono utilizzate per scopi criminali, cercando di inibire una vittima utilizzandola come droga da stupro o per rapina.

## Uso veterinario
Le benzodiazepine sono utilizzate nella pratica veterinaria nel trattamento di vari disturbi e condizioni. Come negli esseri umani, sono utilizzate nel trattamento di prima linea di convulsioni, stato epilettico, tetano e come terapia di mantenimento contro l'epilessia (in particolare nei gatti). Esse sono ampiamente utilizzate in piccoli e grandi animali (compresi i cavalli, suini, bovini e animali esotici e selvatici) per i loro effetti ansiolitici e sedativi, come pre-medicazione prima dell'intervento chirurgico, per l'induzione dell'anestesia e in aggiunta a essa.